# Retro muzeum (Úvalno)
Retro muzeum je expozice předmětů a zařízení používaných převážně ve třetí čtvrtině 20. století. Sídlí ve slezské obci Úvalno.
Muzeum bylo otevřeno v roce 2012 v nevyužívané budově místní fary, která se nachází v Úvalně naproti památkově chráněné barokní sýpce. Muzeum vzniklo za pomoci místních občanů, kteří sem[kde?] donesli staré a nevyužívané předměty, navíc některé exponáty jsou funkční – například kachlová kamna. Muzeum se zaměřuje hlavně na život v období 50. až 70. let 20. století.

## Galerie

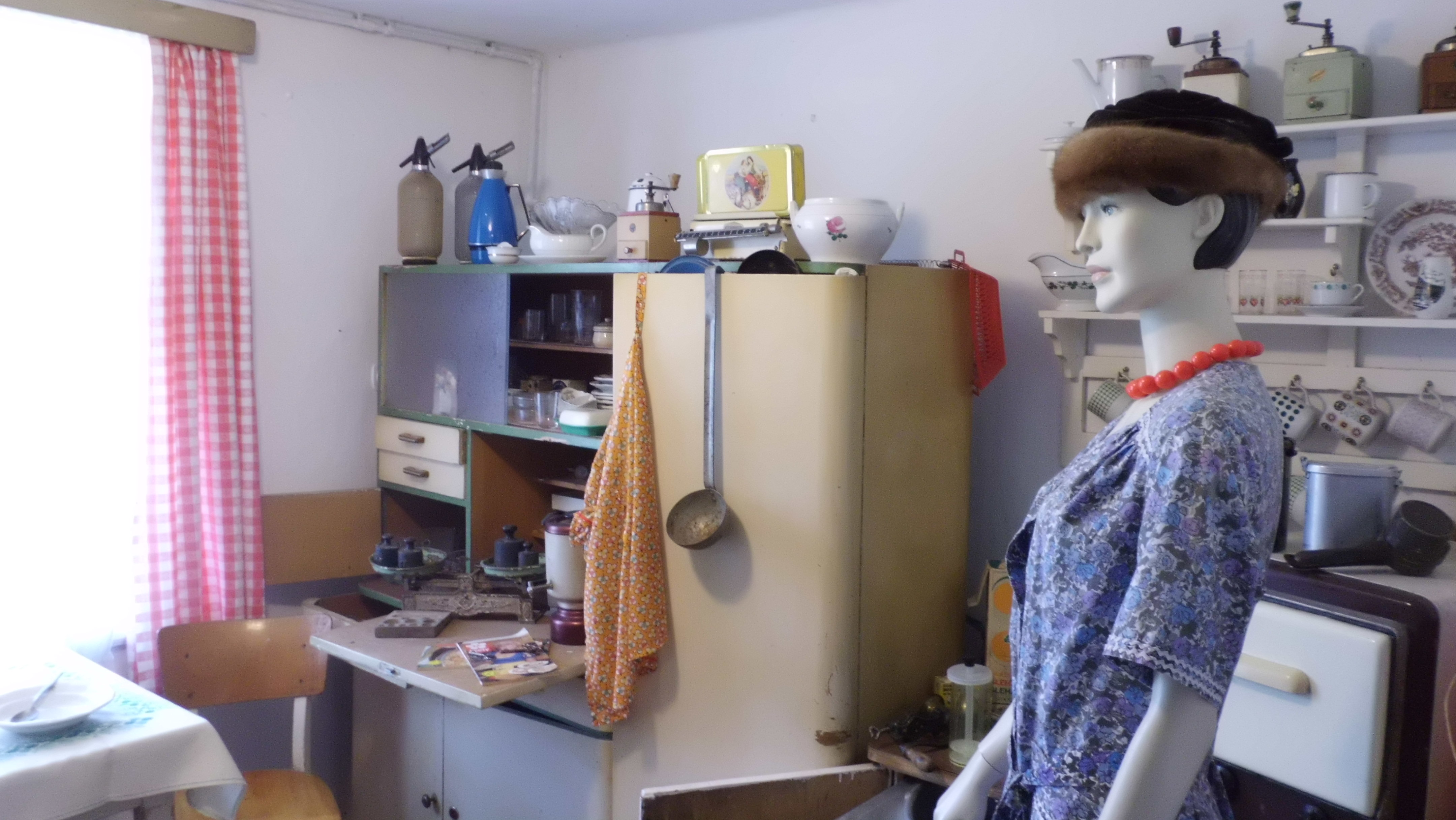
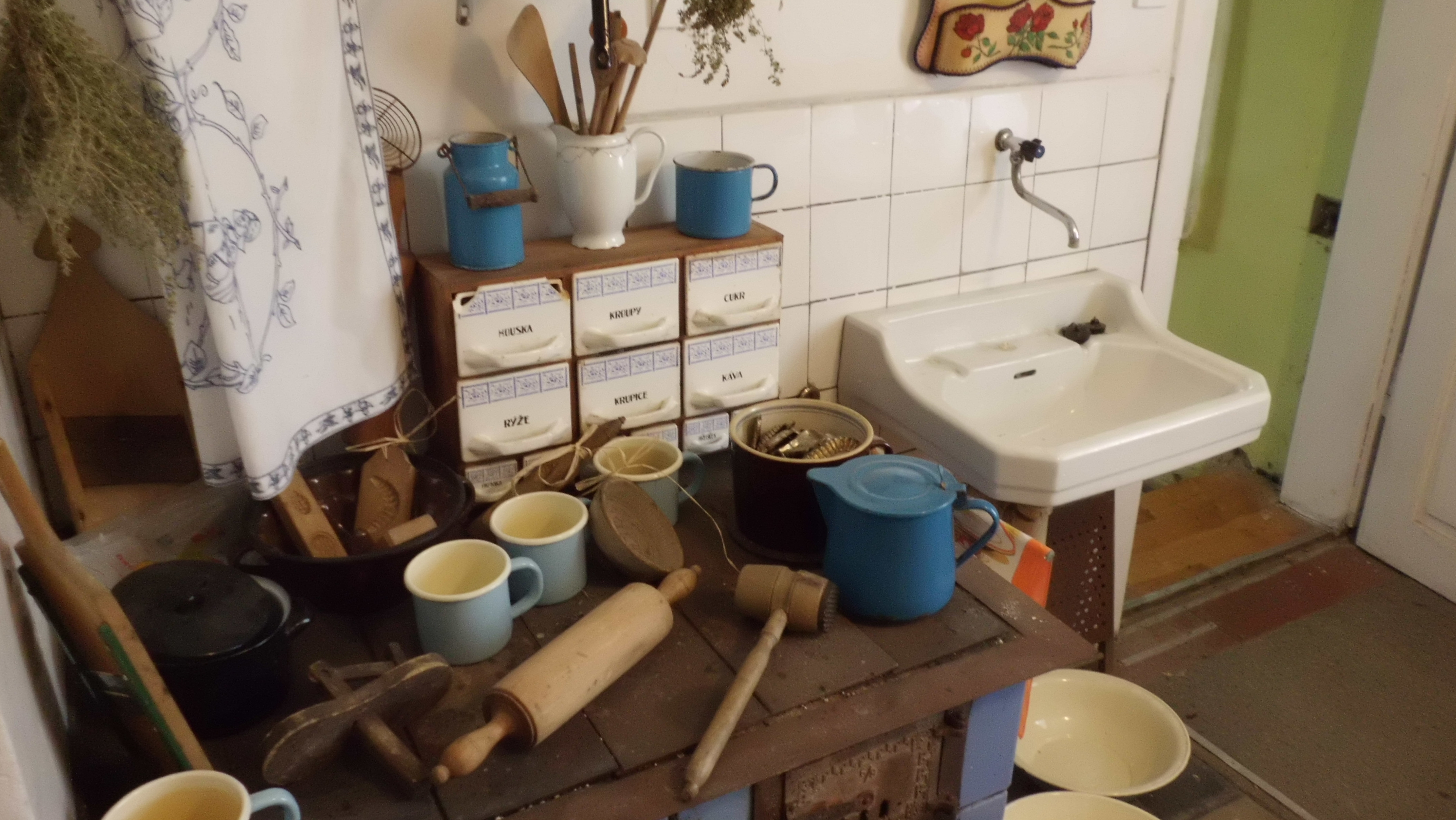
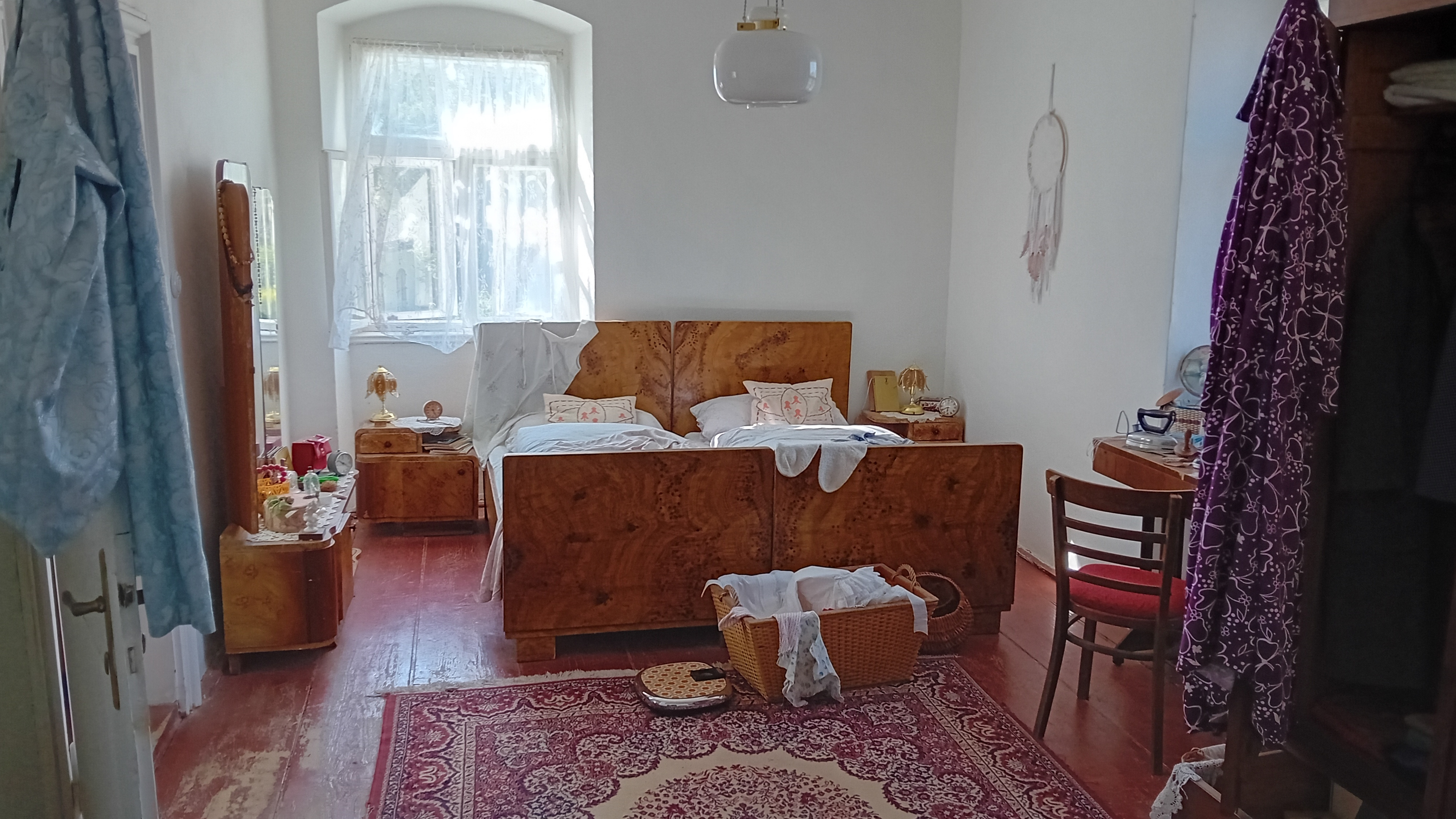
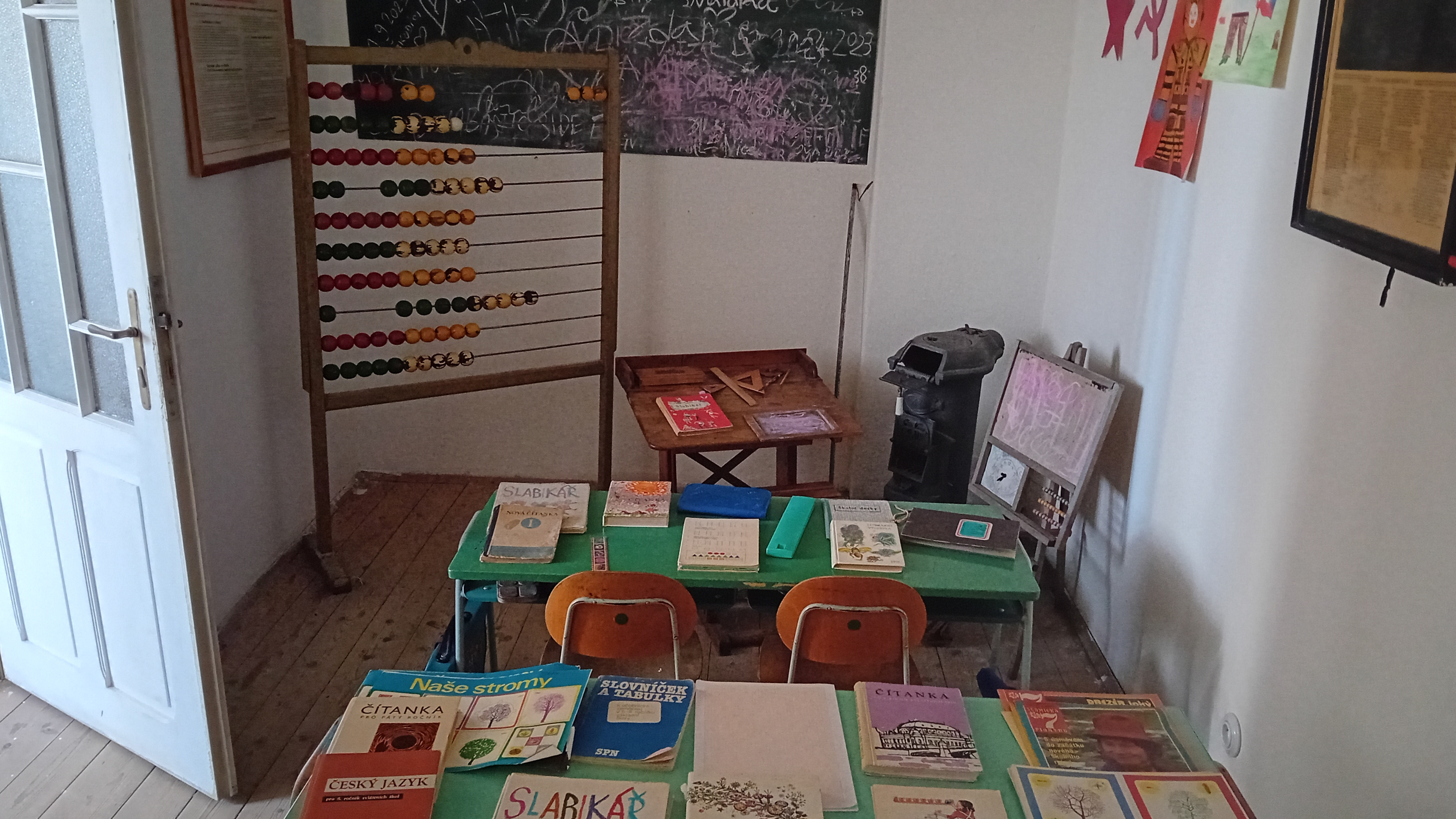
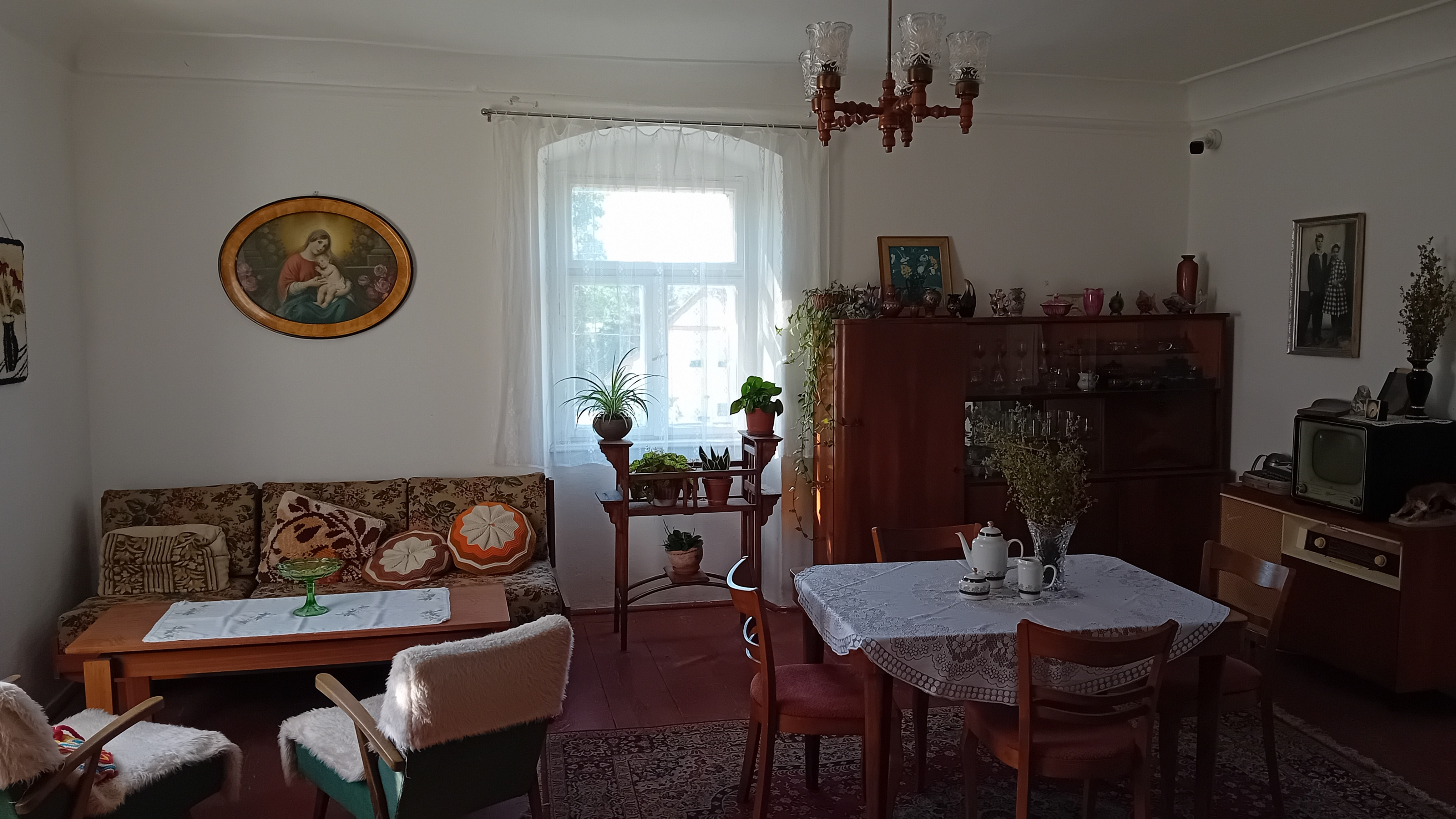
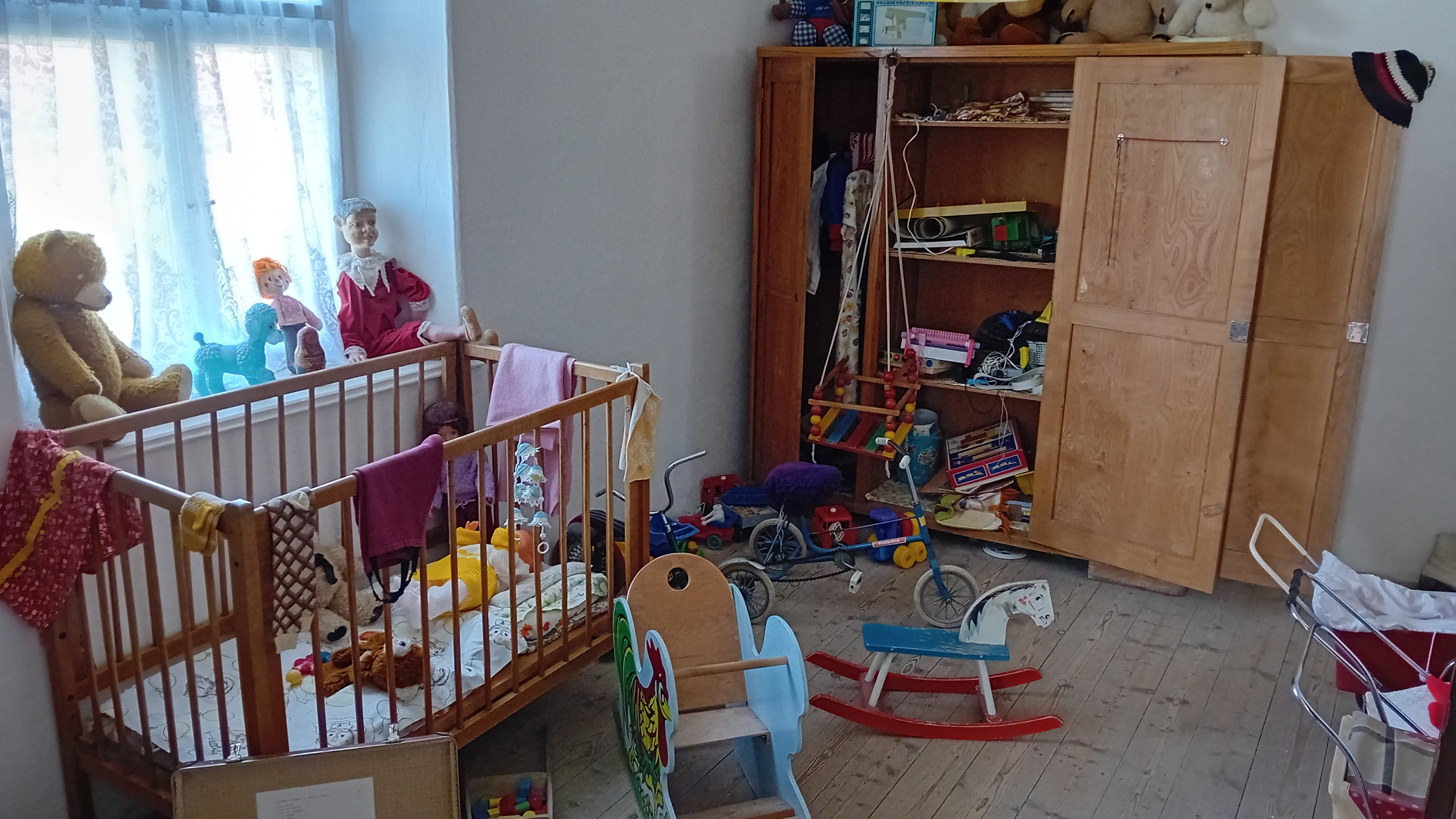